# سسک نیزار خالدار
سسک نیزار خالدار یا سسک نیزار رگه‌دار (نام علمی: Acrocephalus sorghophilus) ) از خانواده سسکان نیزار است. این گونه برای نخستین بار توسط رابرت سوئینهو در سال ۱۸۶۳ توصیف شد.
در چین و فیلیپین یافت می‌شود. زیستگاه طبیعی آن باتلاق‌ها و زمین‌های کشاورزی است. نابودی زیستگاه، به ویژه از بین رفتن تالاب در منطقه زمستان‌گذرانی آن در باتلاق کاندابا، آن را تهدید می‌کند.